# Classe Edsall
La classe Edsall, est une classe de quatre-vingt cinq destroyers d'escorte de l'US Navy construits entre 1942 et 1944 et actifs jusqu'en 1973.

## Navire musée
L'USS Stewart (DE-238) est exposé au Seawolf Park près de Galveston au Texas.